# Caonillas
Caonillas es un barrio (subdivisión administrativa) del municipio de Aibonito, en el estado libre asociado de Puerto Rico. Según el censo de 2020, tiene una población de 1486 habitantes.

## Geografía
Está ubicado en las coordenadas 18°9′36″N 66°15′50″O / 18.16000, -66.26389. Según la Oficina del Censo de los Estados Unidos, Caonillas tiene una superficie total de 7.22 km², que corresponden a tierra firme.

## Demografía
Según el censo de 2020, hay 1486 personas residiendo en Caonillas. La densidad de población es de 205.8 hab./km². El 21.80% son blancos, el 8.08% son afroamericanos, el 1.75% son amerindios, el 0.13% son asiáticos, el 22.81% son de otras razas y el 45.42% son de dos o más razas. Del total de la población, el 98.32% son hispanos o latinos de cualquier raza.